# Aquiles Vergara
Aquiles Vergara Vicuña (Viña del Mar, Chile; 12 de junio de 1895 - La Paz, Bolivia; 10 de marzo de 1968) fue un militar, político, escritor e historiador chileno que se desempeñó como diputado de Chile por Coquimbo desde 1921 hasta 1925 y luego como Ministro de Justicia e Instrucción Pública de Chile en el año 1927. Así mismo fue vicepresidente de Acción Nacionalista de Chile (primera agrupación nazi en Chile) y participó también en la Guerra del Chaco (1932-1935) al servicio del Ejército de Bolivia.

## Biografía
Aquiles Vergara nació en la ciudad de Viña del Mar el 12 de junio de 1895. Su padre fue Salvador Vergara Álvarez y su madre fue Blanca Vicuña Subercaseaux, quien fuera hija del reconocido historiador chileno Benjamín Vicuña Mackenna (1831-1886).
Aquiles Vergara ingresó a estudiar en la Escuela Militar de Chile de donde se graduó con el grado de alférez de artillería. En 1918 ascendió al grado de teniente siendo inicialmente destinado como adjunto militar a La Habana, Cuba en la delegación chilena asentada en ese país así como posteriormente sería luego enviado a España.
Durante su estadía en Europa, Vergara continuó con sus estudios logrando ingresar a la Escuela Superior de Guerra Española. Una vez estando allá, Vergara se encontró con el destacado escritor chileno Joaquín Edwards Bello (1887-1968), quien lo animó a que escribiera sus impresiones sobre el continente europeo. En 1920 mientras se encontraba viviendo en España, Vergara enviaba correspondencia al periódico chileno "El Mercurio" de Santiago en donde narraba su visita y recorrido por varias urbes españolas durante esa época como la ciudad de Córdova, la ciudad de Cintra, la ciudad de San Sebastián y a otros muchos centros urbanos más, así como también de algunas urbes portuguesas.

### Diputado de Chile (1921-1924)
Sin embargo cabe mencionar que la muerte de su padre lo obligó a apresurar su regreso a Chile donde llegó finalmente ya con el grado de capitán pero posteriormente tomaría la decisión de retirarse definitivamente del Ejército Chileno. Ingresó a la política de su país cuando en 1921 presentó su candidatura a diputado nacional por la ciudad de Coquimbo en representación del Partido Radical de Chile. Logró ganar el curul manteniéndose en el congreso durante el periodo 1921-1924 en donde formó parte de la Comisión Permanente de Elecciones y de la Comisión de Relaciones Exteriores y Colonización. El año 1923 se casó con Ana Petre Larenas en la ciudad de Coquimbo, aunque la pareja nunca tuvo hijos.

### Ministro de Justicia e Instrucción Pública de Chile (1927)
El 9 de febrero de 1927, el presidente de Chile Emiliano Figueroa Larraín (1866-1931) designó a Aquiles Vicuña como el nuevo ministro de Justicia e Instrucción Pública de Chile. Estuvo en ese alto cargo durante alrededor de siete meses hasta el 6 de septiembre de 1927 con la asunción al poder del nuevo presidente chileno Carlos Ibáñez del Campo (1877-1960).
Durante gran parte de su vida, Aquiles Vicuña fue autor de varias obras literarias de diversa índole. En 1927 publicó en un volumen sus discursos sobre reforma educacional y sobre todo lo que la labor que realizó en su breve paso por el Ministerio de Educación de Chile. En 1929 fue nombrado consejero de la Caja Hipotecaria de Chile.

### Participación en la Guerra del Chaco (1932-1935)
En 1932 cuando comenzó la Guerra del Chaco entre Bolivia y Paraguay, Aquiles Vergara participó en la conflicto bélico de parte de Bolivia.

### Últimos años y fallecimiento
Una vez finalizada la guerra, decidió quedarse a vivir en Bolivia hasta sus últimos años. El 10 de marzo de 1968, falleció en la ciudad de La Paz a sus 72 años de edad.